# Rockstroh-Werke

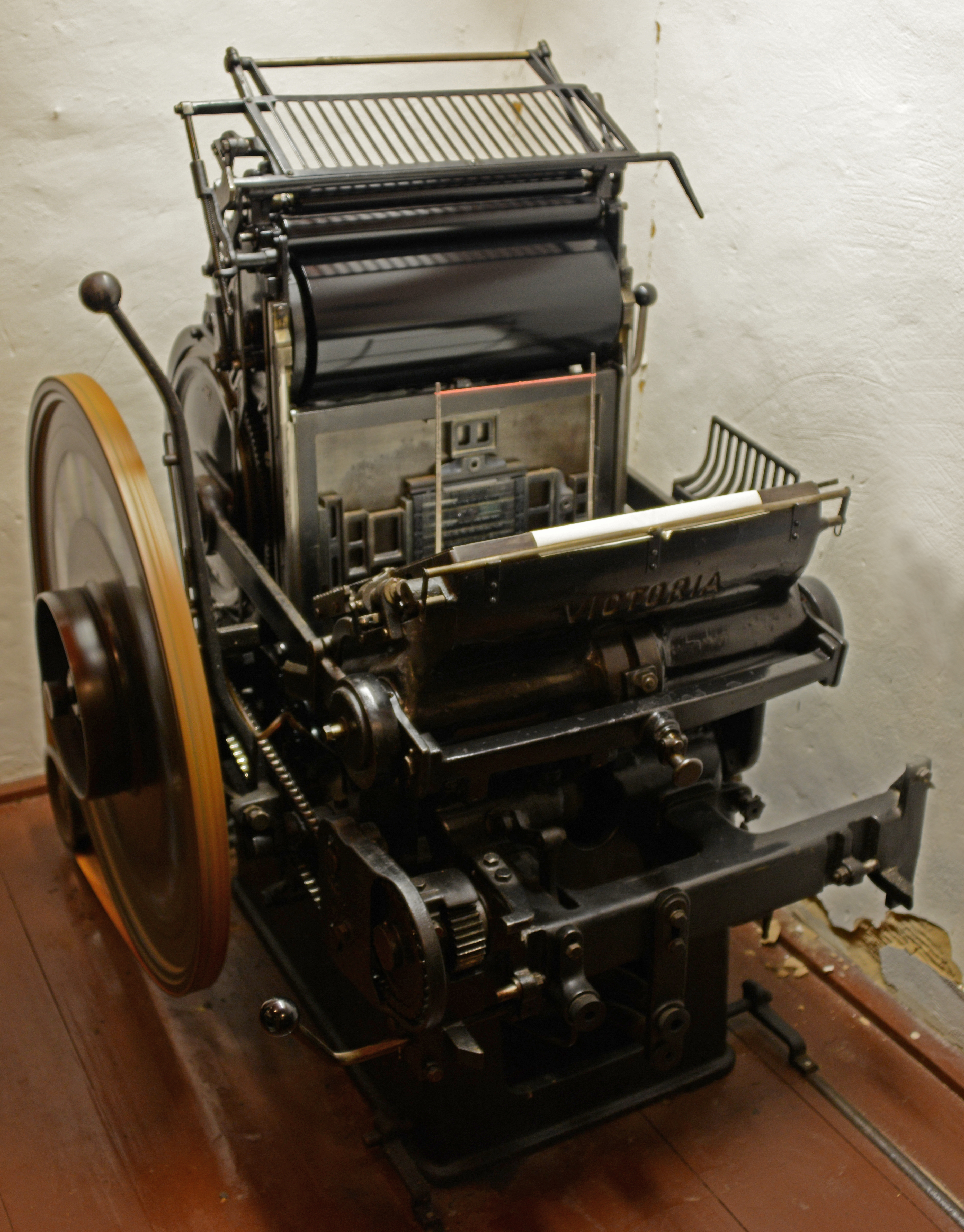
Buchdruck-Tiegel Victoria im Kreismuseum Syke

In den Rockstroh-Werken in Heidenau wurden seit 1897 Druckmaschinen hergestellt.

## Geschichte

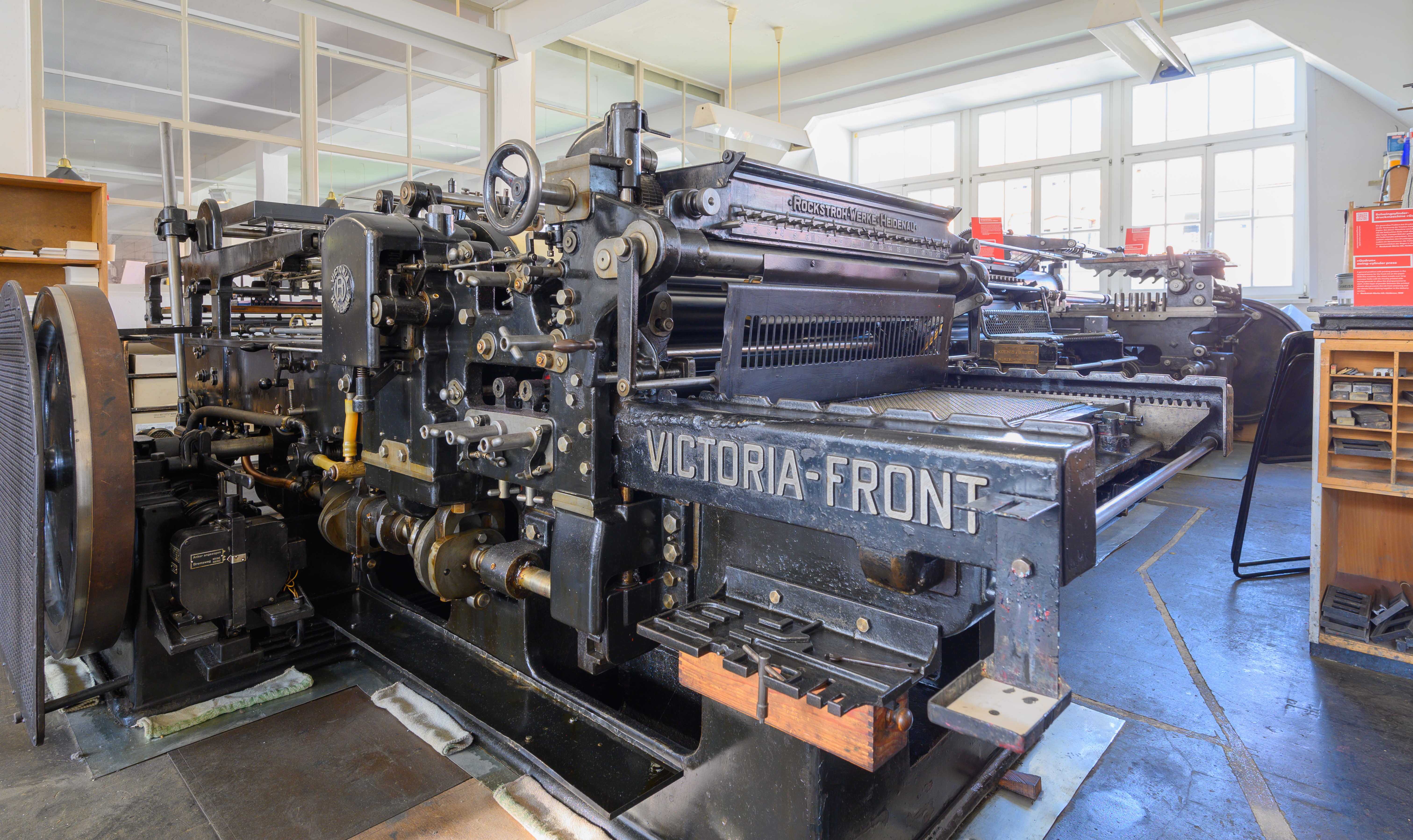
Victoria-Front-Druckmaschine im Museum für Druckkunst in Leipzig

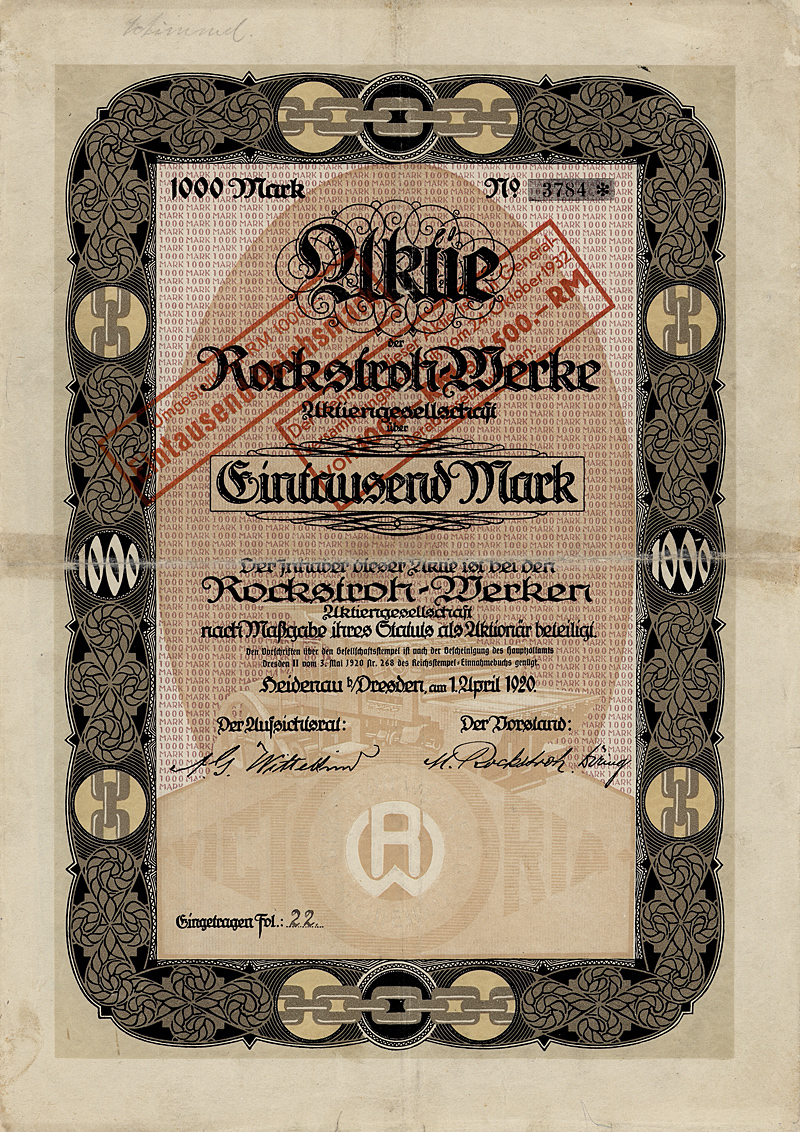
1000-Mark-Aktie der Rockstroh-Werke von 1920

Ursprünglich als "Maschinenfabrik Rockstroh & Schneider Nachfahren" firmierend (gegründet 1887 in Dresden-Löbtau), wurde die "Rockstroh-Werk AG" am 1. Mai 1900 mit Wirkung ab 1. Juni 1899 gegründet. Es wurden Werkzeug- und Druckmaschinen; Tiegeldruckpressen, Schnellpressen und Prägepressen hergestellt. Der Unternehmensname lautete bis 22. Juni 1919 "Maschinenfabrik Rockstroh & Schneider Nachf. AG" und danach "Rockstroh-Werke AG". 1928 wurden 1.200 Mitarbeiter beschäftigt.
In den 1930er Jahren wurden  Schwingzylinderpressen der Modellreihe "Victoria-Front" gebaut. 1943 war Familie Rockstroh Hauptaktionär. Ab 1947 war der Name "VEB Polygraph Druckmaschinenwerk Victoria". Zum VICTORIA -Lieferprogramm gehörten Tiegeldruckpresse (Merkur, Kobold, Kobold-Automat), Herkules-Prägepresse, Stanzpresse, Matrizenprägepresse, Autotypie-Schnellpresse, Schnellläufer-Schnellpresse, Zweifarben-Offsetpressen, Buchdruck-Schnellpresse, Zylinder-Druckautomat Kastor und Pollux, Zweitouren-Schnellpresse, Autotiegel, Hochdruck-Bogenrotationsmaschine für Schöndruck, Heidenauer Zylinderautomat und Stoppzylinderautomaten.
Bis zur Wende gehört es dann zum Druckmaschinenwerk Planeta in Radebeul. PLANETA wiederum wurde Anfang der 1990er Jahre von Koenig und Bauer übernommen. 
1994 wurde das Unternehmen als VICTORIA Maschinenbaugesellschaft mbH in Coswig neugegründet. 2009 musste die VICTORIA Druckmaschinenmontagen und Service GmbH Insolvenz anmelden. Am 4. Oktober 2012 wurde das Insolvenzverfahren abgeschlossen.